# Parathlibops
Parathlibops is een geslacht van kevers uit de familie van de loopkevers (Carabidae). De wetenschappelijke naam van het geslacht is voor het eerst geldig gepubliceerd in 1958 door Basilewsky.

## Soorten
Het geslacht Parathlibops omvat de volgende soorten:
- Parathlibops abbreviatus (Heller, 1923)
- Parathlibops crenatus (Chaudoir, 1863)
- Parathlibops dohrni (Chaudoir, 1863)
- Parathlibops filiformis (Andrewes, 1929)
- Parathlibops glaber (Andrewes, 1929)
- Parathlibops glabriventris (Heller, 1916)
- Parathlibops integricollis (Heller, 1916)
- Parathlibops intermedius (Heller, 1921)
- Parathlibops minor (Heller, 1916)
- Parathlibops omega (Heller, 1899)
- Parathlibops paviei (Heller, 1896)
- Parathlibops puncticollis (Gestro, 1883)
- Parathlibops wittmeri Casale, 1980